# 1910 في تايلاند
فيما يلي قوائم الأحداث التي وقعت خلال عام 1910 في تايلاند.

## سياسة

### تعيين في المنصب
- 23 أكتوبر – راما السادس ملك تايلاند.

### انتهاء فترة المنصب
- 23 أكتوبر – راما الخامس ملك تايلاند.

## مواليد

### أبريل
- 9 أبريل – نوهاك عقيلته سياسي لاوسي.

## وفيات

### أكتوبر
- 23 أكتوبر – راما الخامس (مواليد 1853)